# 日活児童映画
日活児童映画（にっかつじどうえいが）は、主に1970年代から1990年代初めにかけて、日活が製作した児童劇映画や虫プロと共同製作したアニメーション映画、およびその制作を担当した組織・企業。
組織・企業としての日活児童映画は当初撮影所内の「日活児童映画室」としてスタートし、分社化によって日活児童映画株式会社（にっかつ児童映画株式会社に変更）となり、1993年の親会社の倒産、会社更生法申請と同時に破産処分を受け解散した。

## 発足の経緯
1971年当時、経営危機のあった日活では労使で経営員会と映像委員会を立ち上げ、経営再建の方向性を模索していた。このうち映像委員会では
1. 「戦争と人間」で結実した大作の製作を続けること
2. 低予算で作ることのできるポルノ映画を製作、配給し、劇場網を維持すること
3. テレビ・ビデオ事業を積極的に推進していくこと

と同時に日活労働組合側の提案で
1. 児童映画部門を立ち上げること

が合意された。
この児童映画は非劇場映画として上映する認識で、「こちらから学校や地域に出かけ、親子映画のような方向で行うことが必要」（松本平『日活昭和青春記』WAVE出版、pp.167 - 168）となって発足した。日活撮影所内に「日活児童映画室」が設けられ、組合活動などを担ったメンバーなどでこの事業に参画した。作品一覧でも記述しているように、1972年春「大地の冬のなかまたち」が完成し、その後ほぼ年1作をペースに順調に製作されていくことになった。こうした中で、撮影所での「映画の灯を消すな」（撮影所が当時の電電公社の関連団体に売却されていたが、労働組合を中心に撮影所を維持し、映画作りの拠点を守ろうという運動が大きく盛り上がっていた）というスローガンの中、従業員の耐乏生活にめげすに良質の作品を生み出そうという意気込みで、児童映画は国際的にも高い評価を得る作品を作り続けた。特に第5作目の「先生のつうしんぼ」はアジア映画祭で大手東宝、松竹、東映の一般映画を抑えグランプリを獲得、海外への輸出にも貢献した。「アフリカの鳥」を製作した1975年から「北極のムーシカミーシカ」が各地の上映会でヒットする1979年までの5年間が日活児童映画の製作面での最盛期であり、この後数年はこの時期の作品の上映で営業的にも活気のある時期であった。その後製作に滞りが生じて、他社作品に依存せざるを得なくなり、数年ぶりに作った自社作品も精彩をかくことになっていった。

## 配給と興行
1960年代に始まった地域の文化ホールなどで上映される「親子映画運動」に依拠する形で、各地に起こった上映運動に作品が提供されていくことが眼目であったが（移動映画業者を媒介に小学校などの団体鑑賞として体育館などでも上映されていた）、1971年当時の日活には全国的に営業を展開する余裕はなかった。支社のある東京、中部、関西、九州などで地域団体に映画の普及を働きかけていったが、団体との関係を築けないところもあり営業を休止（関西）、合理化で人員削減に直面しながらも労働組合の主導で劇場勤務だった社員に児童映画の普及、営業に転換して続けたところも（九州、仙台）もあった。その後、アニメ作品「北極のムーシカミーシカ」の成功で、再度関西に営業拠点を設け順調に進んだが、九州は日活から分離して独立させることになった。

## 組織体制と変遷
親子映画運動との関係では共同映画系列が先行していたが、日活の参入で軋轢も起こり、全国を見据えた作品の供給には共同映画系列とは別に各都道府県ごとに活動を始めていた映画センター系列の各社と提携と協力関係をきずき、日活で担いきれない県へは作品ごとに配給、上映の権利を期限を設けて譲渡していった。具体的には1980年代以降は東京と大阪を中心に直営で普及・営業に当たった都府県（関東では東京、神奈川、千葉、群馬、長野など 関西では大阪、兵庫、奈良、滋賀、三重、福井、石川、富山および東北では宮城）、日活から独立した九州（福岡、大分、佐賀）以外は映画センター系列の各県の映画センター組織と契約していった。

## 経営陣の交代
日活労働組合の提案で発足した日活児童映画室も1978年には分社化されて日活児童映画株式会社（のち「にっかつ児童映画」に改称。1993年の日活の会社更生法申請後、児童映画は破産手続きが取られて解散）となり、当初からの主要な3人のスタッフが子会社の役員に就任し、全国で15人のスタッフを抱えるようになった。そして、全国の営業会議では労働組合の委員長や副委員長もその会議に参加するほどの関係であったが、次第にその関係は薄まっていった。10作目となる日活本社持ち込み企画の「ボクのオヤジとぼく」の不作の結果、本社の映像本部からの介入で3人の役員が降格され、のちにこの3人は独立して「東京フィルムズ」を設立し、同じような親子映画に関わるようになり、競合関係となった。新しく就任した社長によって、当時アニメ中心の親子映画を、日活の伝統的な製作体制から児童劇映画を送り出す方針に変えたものの、続けて製作した2つの作品は成績が振るわず、他社作品に依存するようになっていった。1982年には「先生のつうしんぼ」、「四年三組のはた」、「アフリカの鳥」の3作品がTBS系列で夜のゴールデンタイムに全国ネットでテレビ放映されるほど高い評価を受けた日活児童映画もその力量を落としていった。

## 作品一覧

### 自社製作作品
長編作品
| 製作年 | 作品名                           | 監督       | 原作者         | 主な出演者                                      | 受賞など                                                                       |
| ------ | -------------------------------- | ---------- | -------------- | ----------------------------------------------- | ------------------------------------------------------------------------------ |
| 1972   | 大地の冬の仲間たち               | 樋口宏美   | 後藤竜二       | 河野秋武、日野道夫 町田博子、原ひさ子           | アジア映画祭（カソリック賞）                                                   |
| 1974   | ともだち                         | 澤田幸弘   | オリジナル     | 松田優作、原田美枝子 地井武男、牟田悌三         | ユーゴスラビア国際児童映画祭 ユニセフ大賞グランプリ                            |
| 1975   | アフリカの鳥                     | 磯見忠彦   | オリジナル     | 八千草薫、戸川京子 加藤嘉、神谷政治             | 文化庁優秀映画奨励賞 児童福祉文化奨励賞                                        |
| 1976   | 四年三組のはた                   | 藤井克彦   | 宮川ひろ       | 立石凉子、柿崎澄子 南美江、八木昌子             | テヘラン国際児童映画祭（作品賞、 監督賞）                                      |
| 1977   | 先生のつうしんぼ                 | 武田一成   | 宮川ひろ       | 木村政彦、渡辺篤史 宇野重吉                     | アジア映画祭（作品賞、監督賞 主演男優賞、脚本賞、音楽賞） 文化庁優秀映画奨励賞 |
| 1978   | 走れトマト ーにっぽん横断300キロ | 岡本孝二   | オリジナル     | 岡本真、竹井みどり 泉じゅん                     | アジア「映画祭（児童映画最高賞）                                               |
| 1979   | 北極のムーシカミーシカ           | 勝井千賀雄 | いぬいとみこ   | （声）野沢雅子、菅谷政子 大山のぶ代、松金よね子 | アニメーション作品 虫プロダクションと共同製作                                  |
| 1980   | お母さんのつうしんぼ             | 武田一成   | 宮川ひろ       | 二宮さよ子、藤田弓子 久保田理恵、斎藤善之       |                                                                                |
| 1981   | ゆき                             | 今井正     | 斎藤隆介       | （声）牛原千恵、永井一郎 小林昭二、小松方正     | アニメーション作品 虫プロダクションと共同製作                                  |
| 1983   | ボクのおやじとぼく               | 中原俊     | 吉田とし       | 夏木勲、東山明美 三條美紀、三谷昇               |                                                                                |
| 1985   | まってました転校生               | 藤井克彦   | 布勢博一       | 皆川欣也、蟹江敬三 入江若葉、新井康弘           |                                                                                |
| 1990   | 夏のページ                       | 及川善弘   | みなみらんぼう | 三浦浩一、小林かおり 佐野史郎                   |                                                                                |

短編作品
- 1975年「蒸気機関車の詩（うた）」（18分） 監督：飯塚二郎
- 1976年「走れ蒸気機関車」（27分） 監督：飯塚二郎
- 1989年「せんすい艦に恋をしたクジラの話」（アニメーション 15分） 監督：椛島義夫 原作：野坂昭如 制作担当：スタジオ古留美
- [いつ?]東欧ブルガリアの5～10分程度のアニメーション作品群

### その他の作品
日活旧作品の16ミリレンタル
主に日活の戦前から戦後の旧作の16ミリ作品のレンタル業務を担っており、他社の仲介によるレンタルや学園祭などにレンタル業務を行った。しかし、1990年代中頃から次第にVHS、引き続いてDVD、インターネットや衛星放送の普及で16ミリレンタルは急速に市場を失っていった。
他社作品
日活の自社制作児童映画が途絶える時期が続き、配給と興行を継続していくために他社制作の作品を扱った。東京、関東と関西では扱う作品が異なるケースが多くなった。関西ではヘラルド、東映、東京フィルムズなどのアニメ作品を扱い、またNHKの「核戦争後の地球」「おこりじぞう」「お母ちゃんごめんね」など16ミリフィルムの販売業務も手がけた。
- 1980年「11匹のねこ」（アニメーション作品）
- 1981年「青葉学園物語」
- 1984年「セロ弾きのゴーシュ」（アニメーション作品）
- 1985年「風の谷のナウシカ」（アニメーション作品）
- 1986年「やがて…春」
- 1987年「おじさんは原始人だった」
- 1987年「街は虹いろ子ども色」
- 1988年「火の雨がふる」（アニメーション作品）
- 1998年「ロロの冒険」（アニメーション作品）
- 1991年「うしろの正面だあれ」（アニメーション作品）
- 1993年「河童の三平」（アニメーション作品）

ほか短編も数作品